# Abierto Mexicano de Tenis 2009
El Torneo de Acapulco (Abierto Mexicano Telcel) es un evento de tenis perteneciente al ATP World Tour en la serie 500 y en la WTA a los WTA International Tournaments. Se juega del 23 al 1 de marzo en Acapulco (México).

## Campeones
- Individuales masculinos:  Nicolás Almagro derrotó a  Gaël Monfils, 6-4, 6-4.

- Individuales femenino:  Venus Williams derrotó a  Flavia Pennetta, 6–1, 6–2.

- Dobles masculinos:   František Čermák /  Michal Mertiňák a  Łukasz Kubot /  Oliver Marach, 4–6, 6–4, 10–7.

- Dobles femenino:   Nuria Llagostera Vives /  María José Martínez Sánchez  derrotó a  Lourdes Domínguez Lino /  Arantxa Parra Santonja, 6–4, 6–2.